# Josep Llorens i Artigas
Josep Llorens i Artigas (* 16. Juni 1892 in Barcelona; † 11. Dezember 1980 ebenda) war ein katalanischer Keramiker und Kunstkritiker. Er ist besonders bekannt durch seine Zusammenarbeit mit Joan Miró.

## Leben und Werk
Josep Llorens i Artigas studierte an der Kunstakademie La Llotja und der privaten Kunstschule Escola d’Art von Francesc Galí in Barcelona, wo er 1912 Joan Miró kennenlernte. Wie dieser war er ebenfalls Mitglied der Künstlergruppe Cercle Artístic de Sant Lluc. Artigas betätigte sich als Kunstkritiker bei der Tageszeitung La Veu de Catalunya und war Mitbegründer der Künstlergruppe Courbet, die nach Gustave Courbet benannt worden ist. Im Jahr 1917 reiste er aufgrund eines ihm gewährten Stipendiums nach Paris. In den Jahren 1922 bis 1924 war er Sekretär an der Hochschule für Bildende Künste und ging darauf nach Paris. 1930 war Artigas im Umkreis der surrealistischen Gruppe um André Breton, zusammen mit Max Ernst und anderen, Darsteller in dem surrealistischen Film Das goldene Zeitalter (L’Âge d’Or) von Luis Buñuel und Salvador Dalí, der in Paris unter chaotischen Umständen uraufgeführt wurde.
Artigas widmete sich hauptsächlich der keramischen Kunst, zu deren Erneuerung er in der westlichen Welt wesentlich beitrug. Sein Werk ist gekennzeichnet durch formale Reinheit, das sich von der Dekoration löste und neue Glasuren und Farben enthielt. Im Jahr 1941 wurde er Professor für Keramik an der Escola Massana in Barcelona.
Artigas hatte Einzelausstellungen in Barcelona, Madrid, París, Brüssel, London und New York; im Jahr 1969 fand seine bekannte Ausstellung in der Galerie Maeght in París statt. Er erhielt viele Preise, so 1936 das Ehrendiplom auf der Triennale von Mailand, 1937 die Goldmedaille auf einer internationalen Ausstellung in Paris und 1955 den Großen Preis der dritten Biennale der Spanisch-Amerikanischen Kunstmesse.
In Paris arbeitete er seit 1923 mit Raoul Dufy und Albert Marquet zusammen, später mit Georges Braque, vor allem aber ab 1944 mit seinem Freund Joan Miró, mit dem zusammen er große Keramikwände schuf, wie beispielsweise die 1958 fertiggestellte Wand für das UNESCO-Gebäude in París, ab 1960 für die Harvard University, die Fondation Maeght (1964) und den Flughafen von Barcelona (1970).
Sein Sohn Joan Gardy-Artigas ist ebenfalls Keramiker und arbeitete oft mit seinem Vater und Joan Miró zusammen.

## Werke
- 1922: Las pastas cerámicas y los esmaltes azules del antiguo Egipto
- 1948: Formulario y prácticas de cerámica
- 1950: Esmaltes y colores sobre vidrio, porcelana y metal